# Liste der Baili von Negroponte
Der Bailo von Negroponte war von etwa 1216 bis zur osmanischen Eroberung 1470 der Vertreter der Republik Venedig in der Dreiherrschaft Negroponte (Euböa in Griechenland).
Bailò (Plural Baili), abgeleitet von lateinisch baiulus, war die venezianische Entsprechung des französischen Bailli und bezeichnete einen Verwalter (Statthalter bzw. Vogt), den Vertreter der venezianischen Händlergemeinden, später auch einen diplomatischen Gesandten.
Die Herrschaft Negroponte war nach dem Vierten Kreuzzug eigentlich als Lehen des Königreichs Thessaloniki geschaffen worden, geriet aber bereits nach wenigen Jahren unter den Einfluss Venedigs und entwickelte sich bald zu einer venezianischen Kolonie. Der Bailo wurde damit de facto zum Oberherrscher der Insel, da die drei Feudalherren (Triarchen) meist untereinander zerstritten waren und so keinen nennenswerten Einfluss erlangen konnten. 

## Liste der Baili von Negroponte
(nach Karl Hopf)
- 1216–???? Pietro Barbo il Zanco
- 1222–1224 Benedetto Falier
- 1224–1252 (unbekannt oder vakant)
- 1252–1254 Leone Sanudo
- 1254–1256 Paolo Gradenigo
- 1256–1258 Marco Gradenigo
- 1258–1259 Andrea Barossi
- 1259–1261 Tommaso Giustiniani
- 1261–1263 Andrea Barbarigo
- 1263–1265 Nicolò Barbarigo
- 1265–1266 Gilberto Dandolo
- 1266–1267 Filippo Orio
- 1267–1268 Marco Bembo
- 1268–1269 Andrea Dandolo
- 1269–1271 Andrea Zeno
- 1271–1273 Nicolò Migiani
- 1273–1275 Vettore Dolfin
- 1275–1276 Nicolò Quirini
- 1276–1277 Andrea Dandolo Beretta
- 1277–1278 Pietro Zeno
- 1278–1280 Nicolò Morosini Rosso
- 1280–1282 Nicolò Falier
- 1282–1283 Andrea Zeno
- 1283–1285 Giovanni Zeno
- 1285–1287 Jacopo Molino
- 1287–1289 Marino Soranzo
- 1289–1291 Marco Michieli
- 1291–1293 Nicolò Giustiniani
- 1293–1295 (unbekannt oder vakant)
- 1295–1297 Jacopo Barozzi
- 1297–1299 Francesco Contarini
- 1299–1300 Giovanni da Canale
- 1300–1302 Andrea Zeno
- 1302–1304 Francesco Dandolo (späterer Doge)
- 1304–1306 Pietro Mocenigo
- 1306–1308 Pietro Quirini Pizzagallo
- 1308–1310 Belletto Falier
- 1310–1312 Luigi Morosini
- 1312–1314 Enrico Dolfin
- 1314–1316 Gabriele Dandolo
- 1316–1317 Michele Morosini
- 1317–1319 Francesco Dandolo (Zweite Amtszeit)
- 1319–1321 Lodovico Morosini
- 1321–1322 Gabriele Dandolo
- 1322–1323 Marco Michieli
- 1323–1325 Marino Falier
- 1325–1327 Marco Minotto
- 1327–1329 Marco Gradenigo
- 1329–1331 Filippo Belegno
- 1331–1333 Pietro Zeno
- 1333–1335 Belello Civrano
- 1335–1337 Nicolò Priuli
- 1337–1339 Andrea Dandolo
- 1339–1341 Benedetto Molino
- 1341–1343 Pancrazio Giustiniani
- 1343–1345 Nicolò Gradenigo
- 1345–1347 Marco Soranzo
- 1347–1349 Giovanni Dandolo
- 1349–1351 Tommaso Viaro
- 1351–1353 Nicolò Quirini
- 1353–1356 Michele Falier
- 1356–1358 Giovanni Dandolo
- 1358–1360 Pietro Morosini
- 1360–1362 Fantino Morosini
- 1362–1364 Pietro Gradenigo
- 1364–1366 Domenico Michieli
- 1366–1368 Giovanni Giustiniani
- 1368–1370 Andrea Zeno
- 1370–1372 Giovanni Dolfin
- 1372–1374 Bartolommeo Quirini
- 1374–1376 Pietro Mocenigo
- 1376–1378 Andrea Barbarigo
- 1378–1379 Carlo Zeno
- 1379–1381 Pantaleone Barbo
- 1381–1383 Andrea Zeno
- 1383–1384 Marino Storlado
- 1384–1386 Fantino Giorgio
- 1386–1387 Donato Trono
- 1387–1389 Saracino Dandolo
- 1389–1391 Guglielmo Quirini
- 1391–1393 Gabriele Emo
- 1393–1395 Andrea Bembo
- 1395–1397 Carlo Zeno (Zweite Amtszeit)
- 1397–1399 Giovanni Alberto
- 1399–1401 Nicolò Valaresso
- 1401–1402 Francesco Bembo
- 1402–1403 Tommaso Mocenigo (späterer Doge)
- 1403–1405 Bernardo Foscarini
- 1405–1408 Francesco Bembo
- 1408–1410 Nicolò Venier
- 1410–1412 Paolo Quirini
- 1412–1414 Benedetto Trevisani
- 1414–1416 Nicolò Giorgio
- 1416–1418 Vidale Miani
- 1418–1420 Nicolò Malipiero
- 1420–1422 Marco Cornaro
- 1422–1424 Daniele Loredano
- 1424–1425 Donato Arimondo
- 1425–1427 Antonio Michieli
- 1427–1429 Andrea Capello
- 1429–1430 Nicolò Loredano
- 1430–1431 Luigi Polani
- 1431–1432 Andrea Gabrieli
- 1432–1434 Maffio Donato
- 1434–1436 Albano Sagredo
- 1436–1438 Melchiorre Grimani
- 1438–1440 Fantino Pisano
- 1440–1442 Nicolò Buono
- 1442–1444 Bertuccio Civrano
- 1444–1446 Matteo Barbaro
- 1446–1448 Vettore Duodo
- 1448 Fantino Pisani
- 1448–1451 Giovanni Malipiero
- 1451–1453 Lorenzo Onorati
- 1453–1454 Paolo Loredano
- 1454–1456 Angelo da Pesaro
  - 1454–1456 Carlo Morosini (Capitano)
- 1456–1459 Girolamo Bembo
  - 1456–1458 Francesco Loredano (Capitano)
  - 1458–1460 Paolo Barbarigo (Capitano)
- 1459–1461 Leone Venier
  - 1460–1462 Antonio Quirini
- 1461–1463 Leonardo Calbo
  - 1462–1464 Giovanni Dandolo
- 1463–1465 Fantino Giorgio 
  - 1464–1466 Giovanni Bembo
- 1465–1468 Francesco Gradenigo 
  - 1466–1467 Giovanni Bondumier
  - 1467–1470 Nicolò da Canale
- 1468–1470 Paolo Erizzo